# Аудовера
Аудовера (лат. Audovera; ок. 540 — 580, Ле-Ман) — первая жена короля франков Хильперика I, единственного сына Хлотаря I и Арнегунды, дочери короля Вормса Хлодомера II и Арнегунды Саксонской.
Имя Аудовера переводится со старо-германского как «Счастливая воительница».

## Биография
О происхождении Аудоверы известно только то, что она была из франкской аристократической семьи, а о том, кто были её родители, исторические источники ничего не сообщают.
В 549 году Аудовера вышла замуж за короля Нейстрии Хильперика I. На службе у неё находилась некая Фредегонда, которая своими интригами заставила Хильперика влюбиться в неё и способствовала удалению королевы. Фредегонда тоже полюбила Хильперика и решила избавиться от своей доверчивой госпожи остроумным и коварным способом: когда Хильперик находился в отъезде, Аудовера родила ему дочь Базину, и Фредегонда посоветовала ей самой окрестить ребёнка, не затрудняя себя поисками крёстной матери. Вернувшись, Хильперик воспользовался законным предлогом, чтобы разорвать с ней брак, так как теперь Аудовера стала ему кумой и не имела права оставаться его супругой. Хильперик женился на Фредегонде, а Аудоверу отправил в монастырь в Ле-Мане, хотя от первой жены у него, кроме дочери, было ещё три сына: Теодоберт, Меровей и Хлодвиг.
Однако на этом Фредегонда не успокоилась. Впоследствии она задумала извести всех детей Аудоверы, хотя старший сын той, Теодоберт, был убит в схватке в 575 году «за нарушение клятвы не чинить против Сигиберта I вреда» австразийскими герцогами Годегизелем и Гунтрамном Бозоном на берегах Шаранты, возле Ангулема: перед началом битвы он был почти всеми оставлен, но, несмотря на это, сражался с большим мужеством. После сражения гальские поселяне, составлявшие австразийское войско, отнеслись без уважения к длинным волосам, отличавшим всех Меровингов, и обобрали его наравне с другими погибшими, оставив их нагие тела на поле боя.
В 576 году Хильперик послал своего сына Меровея с войском против Пуатье, но тот, оставив без внимания приказ отца, прибыл в дни Пасхи (5 апреля) в Тур, причём его войско сильно опустошило всю округу. После этого Меровей, делая вид, что хочет поехать к своей матери Аудовере, отправился в Руан, где встретился с королевой Брунгильдой и сочетался с ней браком, что противоречило каноническим законам церкви, так как он женился на супруге своего умершего дяди. Вскоре какие-то люди из Шампани напали на Суассон и изгнали из него королеву Фредегонду и Хлодвига, младшего сына Хильперика и Аудоверы. Хильперик и Меровей выступили на Суассон, послав туда послов с призывами к мирным переговорам. Однако эта попытка решить дело миром не увенчалась успехом и произошло сражение. В бою Хильперик вышел победителем и вступил в Суассон, но вскоре стал подозревать, что это сражение произошло по вине Меровея, в связи с его брачным союзом с Брунгильдой, после чего тот был обезоружен и отдан под стражу.
В 577 году по приказу Хильперика Меровей был лишён прав на наследство, его постригли в монахи и отправили в монастырь Анинсола (впоследствии Сен-Кале) в Ле-Мане. Однако, по пути освобождённый людьми Гунтрамна Бозона, он укрылся в Туре, в базилике Святого Мартина. Хильперик послал туда войско, требуя выдать ему Меровея, причём вся область вокруг была опустошена, разграблена и предана огню. Меровей бежал к Брунгильде, но австразийская знать, правившая от имени малолетнего короля Хильдеберта II, видимо, не желая усиления власти Брунгильды в случае её прочного союза с Меровеем, отказала ему в убежище. Меровей укрылся в Реймсе, но попал в засаду, устроенную людьми из Теруана, которые с помощью предательства заманили его в ловушку и окружили его на какой-то вилле, после чего отправили гонцов к его отцу. Хильперик срочно выехал туда, где Меровей содержался под стражей, но к его прибытию тот уже был убит неким Гайленом, так что королю оставалось только казнить убийцу. Вероятно, тут не обошлось без происков Фредегонды.
В августе 580 года вспыхнула эпидемия оспы, охватившая почти всю Галлию. От неё заболели даже Хильперик и его сыновья от Фредегонды — Хлодоберт и Дагоберт. Король выздоровел, но оба его сына умерли, хотя во время их болезни Хильперик и Фредегонда, пытаясь добиться божьей милости, отменили введённые налоги, сожгли реестровые книги и раздали много подарков церквям, базиликам и бедным людям. Наследником престола стал младший сын Хильперика от Аудоверы — Хлодвиг. Фредегонда продолжала плести свои интриги, в ходе которых очернила Хлодвига, обвинив его перед мужем в причастности к колдовству, из-за которого и умерли её дети, а колдуньей, якобы, была мать его наложницы. Женщину сожгли на костре, а принц был выслан под стражей на какую-то виллу, где его вскоре нашли убитым (видимо, по приказу Фредегонды), а королю сказали, что Хлодвиг сам заколол себя (октябрь 580 года). Затем, также по приказу Фредегонды, в своём монастыре в Ле-Мане была убита и Аудовера, а её дочь Базина изнасилована и отправлена в монастырь Святого Креста в Пуатье. Владения, которые получила Аудовера при разводе, а также всё, что принадлежало Хлодвигу и его сестре Базине, перешло в собственность Фредегонды.